# Лазурный Берег

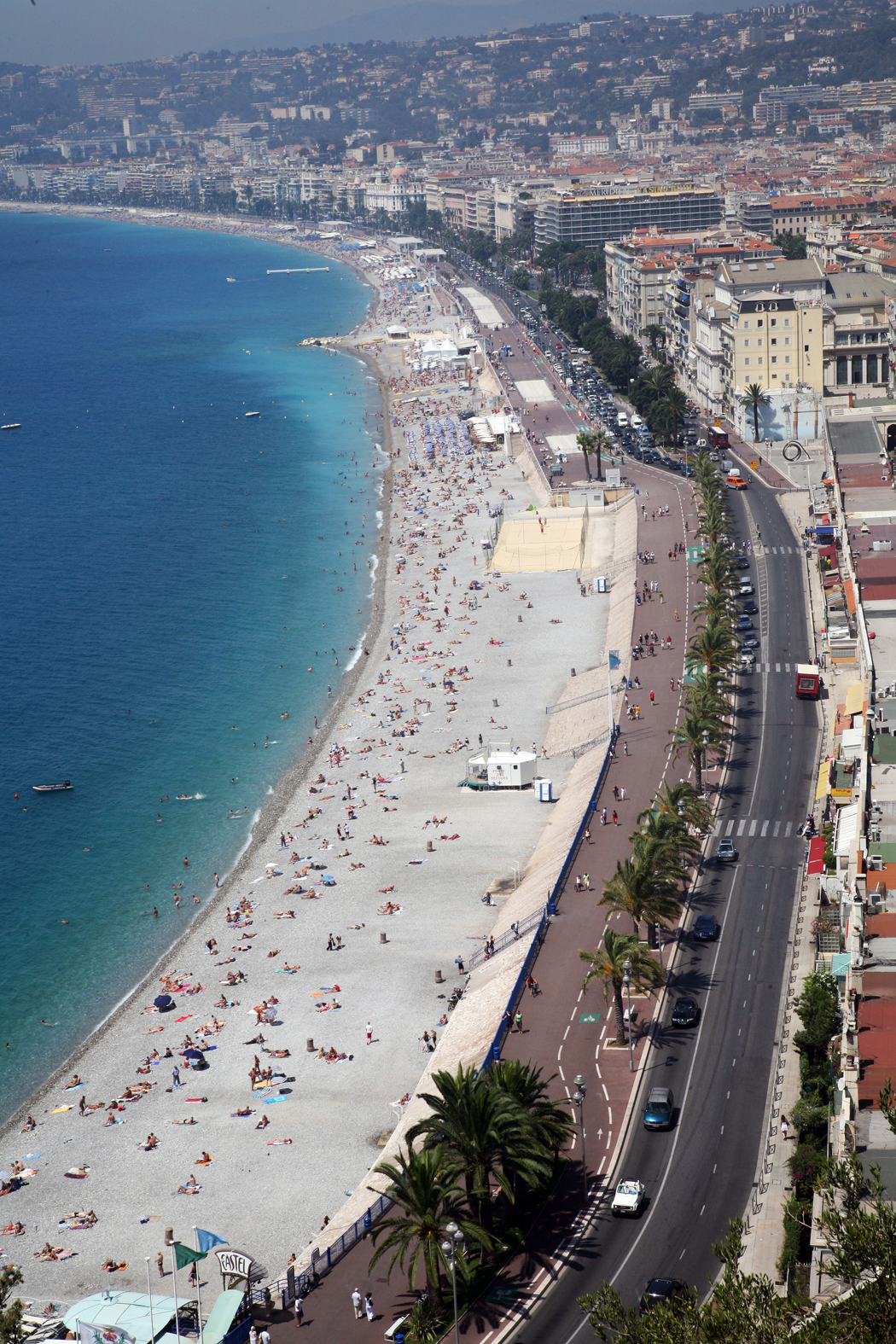
Английская набережная в Ницце

Лазу́рный Бе́рег, также Лазу́рный бе́рег (фр. Côte d'Azur, окс. Còsta d'Azur) — юго-восточное Средиземноморское побережье Франции, протянувшееся от Марселя до границы с Италией. На Лазурном Берегу также расположено княжество Монако. Другое название — Францу́зская Ривье́ра (как часть Ривьеры, расположенной как во Франции, так и в Италии).
Название придумал малоизвестный сейчас французский писатель и поэт Стефан Льежар. В 1887 году он издал роман с названием «Лазурный Берег»; эти слова пришли ему в голову, когда он увидел «изумительной красоты» бухту города Йера.
Популярностью Лазурный Берег обязан приятному климату — мягкая тёплая зима и нежаркое лето. Лазурный Берег считается одним из лучших в мире мест для отдыха, что делает отели и недвижимость одними из самых дорогих в мире.

## География

Сен-Жан-Кап-Ферра

Французской Ривьерой называют юго-восточный берег Средиземного моря во Франции, расположенный к востоку от города Марселя до границы с Италией (восточная часть Ривьеры) у подножья Приморских Альп. Вопрос о западной оконечности Ривьеры спорен: помимо Марселя, самым западным курортом называют Кассис, Тулон либо Йер.
На Лазурном Берегу также расположено княжество Монако, в состав которого до конца XIX века входили Рокебрюн и Ментона. Восточнее Ментоны начинается Итальянская Ривьера, которая тянется по Лигурийскому побережью вплоть до Специи. К югу от Лазурного берега расположены острова — Фриульские, Йерские и Леринские.
Длина Лазурного Берега составляет около 300 километров. Вдоль изрезанного бухтами побережья расположены горы (с севера и востока Лазурного Берега — Альпы, с запада — Сент-Бом (фр. Chine de la Sainte-Baume), центральная часть — массивы Мавров и Эстерель) высотой до 3143 м над уровнем моря, что создаёт благоприятный климат: жаркое лето (средняя температура июля + 24-26°C), мягкая солнечная зима (средняя температура января около +10 °C).
На Лазурном Берегу около 300 солнечных дней в году. Летом температура воздуха иногда поднимается до +35 °C, но благодаря низкой влажности духота не ощущается. Однако иногда (чаще всего в начале лета) до побережья доходит сильный холодный северный ветер с гор, дующий вдоль долины реки Роны — мистраль. Ветер, дующий с запада к морю, называется трамонтана. В районе Марселя до 90 ветреных дней в году. Восточнее ветра слабее. Осадки редки, в основном в марте-апреле и октябре-ноябре в виде дождей. Купальный сезон начинается в конце мая и продолжается до конца сентября. Температура воды в это время колеблется от +20 до +25 °C.
Для Лазурного Берега характерны платаны, пальмы, кипарисы, каштаны. В городах много благоустроенных парков, распространены сады, виноградники, выращивание эфиромасличных культур.

## Население
Административно территория Лазурного Берега не определена, поэтому нельзя точно определить количество жителей. В традиционных границах проживает более двух миллионов человек. 70 % из них — французы. Остальные — итальянцы, испанцы, каталонцы, выходцы из других стран Европы, стран Азии, Африки. Полтора миллиона проживают в Марселе и Ницце.
В регионе расположены известные города — Сан-Тропе, Антиб, Ницца, Канны, Монте-Карло. Менее известны, но очень интересны города и деревни, расположенные в горах — Брей-сюр-Ройя, Гурдон, Сен-Поль-де-Ванс, Тенд, Саорж, Соспель.
Самый многонациональный город — Марсель. В нём проживает 80 тысяч евреев, 80 тысяч армян, 100 тысяч мусульман, в основном северо-африканского происхождения. Лазурный Берег в год посещает более восьми миллионов человек.
Основная религия региона — католицизм, но на всём побережье можно видеть протестантские, православные храмы, мечети, синагоги.

### Художники и музыканты

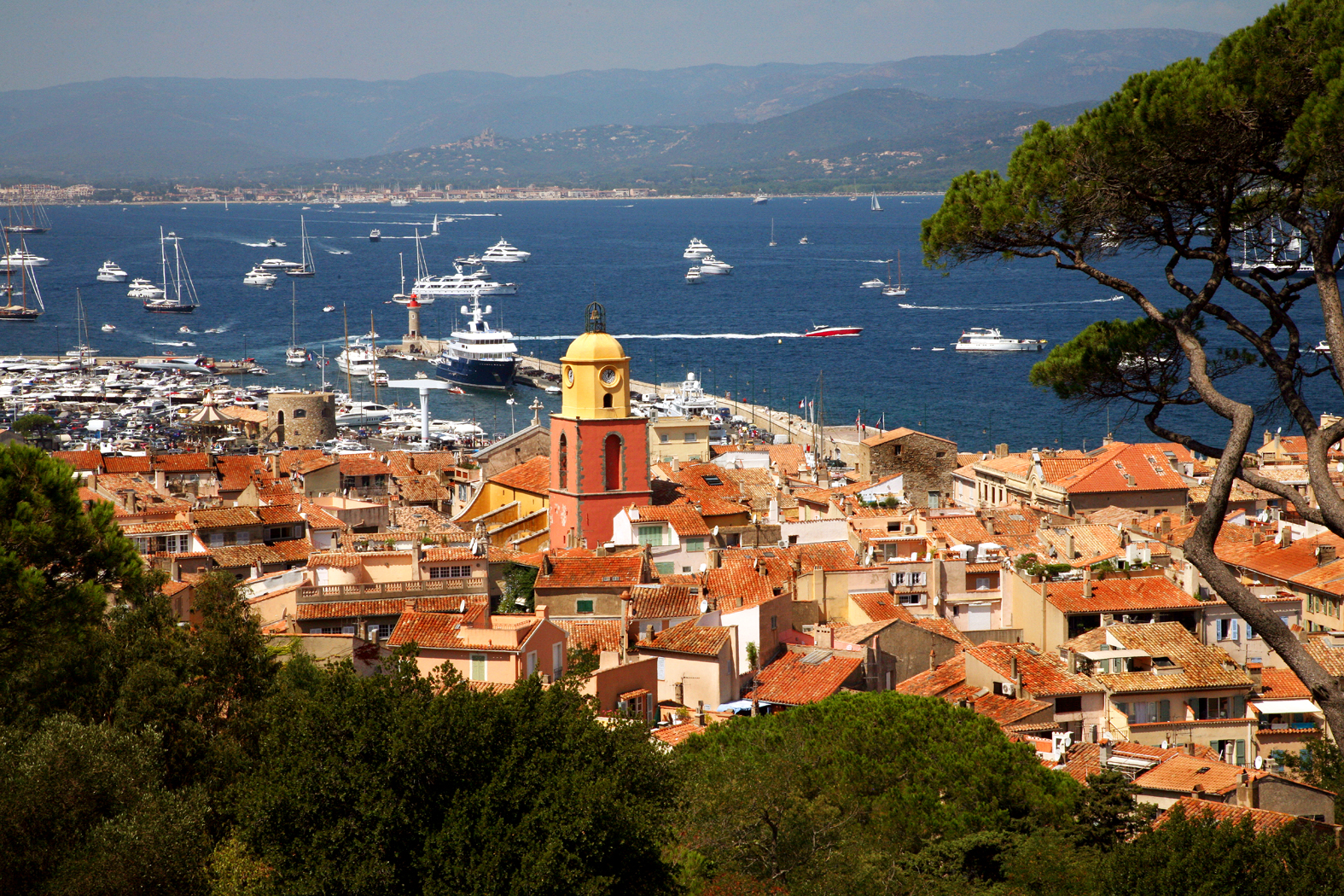
Сен-Тропе

Лазурный Берег всегда был популярен среди людей искусства.
Огюст Ренуар, будучи тяжело больным, писал здесь средиземноморские пейзажи. Последние годы своей жизни художник провёл на вилле «Ле Коллет» на окраине города Кань-сюр-Мер. Другой известный художник — Поль Сезанн — написал здесь сотни полотен маслом и акварелью. Поль Синьяк в Сен-Тропе изобрёл технику пуантилизма. Основоположник фовизма Анри Матисс после поездки в Сан-Тропе написал знаменитую картину «Роскошь, покой и нега». Позже Матисс проживал в Ницце. Другой фовист Рауль Дюфи тоже считал Ниццу идеальной натурой для своих работ. 27 лет прожил на Лазурном Берегу Пабло Пикассо — в Антибе, Валлорисе и Мужене.
В 1920-е гг парижские художники Синьяк, Боннар, Утрилло, А. Модильяни часто посещали средневековый городок Сен-Поль-де-Ванс, останавливаясь, как правило, в отеле «Золотая голубка», с которым расплачивались своими работами. Сегодня отель владеет большой коллекцией живописи, а его стены похожи на престижную картинную галерею.
Позже в этом городе жил Марк Шагал, похороненный в городе Сен-Поль-де-Ванс. В Ницце есть музей Шагала, который располагает большой коллекцией работ художника.
В 1950-е годы Ницца стала родиной художественного направления «Новый реализм». Оно объединило Ива Кляйна, Мартьяла Рейсе, Тингелли.

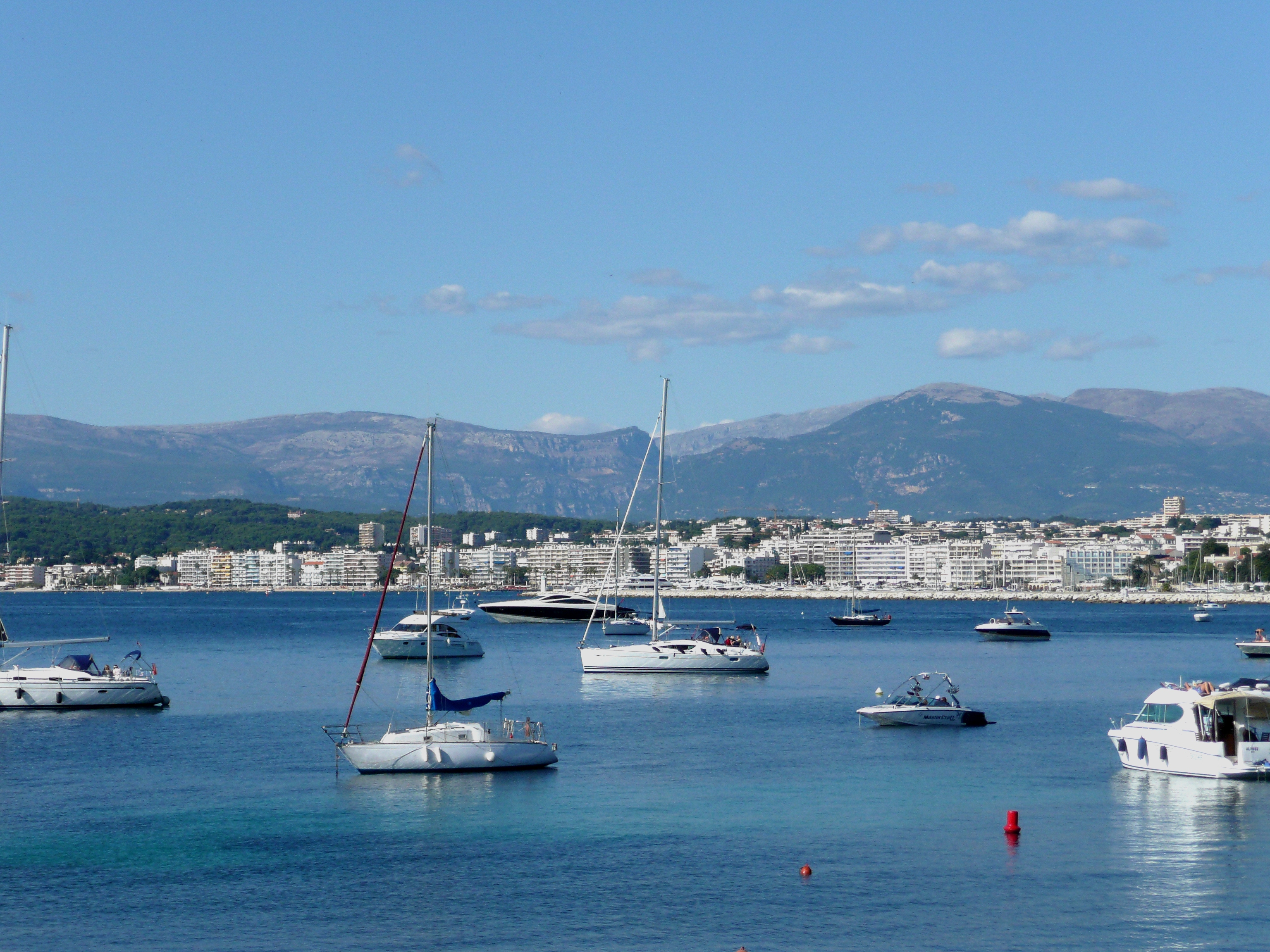
Жуан-ле-Пен

В населённых пунктах Лазурного Берега сосредоточено так много произведений изобразительного искусства, что это позволяет в разгар сезона проводить большое количество художественных выставок самого высокого уровня.
Кроме художников, Лазурный Берег популярен и среди музыкантов. В своё время известный джазмен из Нового Орлеана Сидней Беше отпраздновал в Жуан-ле-Пене свою свадьбу. Небольшой курортный городок понравился саксофонисту, и он остался жить в нём вплоть до своей кончины в 1959 году, играя джаз в местных ресторанах, где особой популярностью пользовалась его композиция «Маленький цветок». Бише[уточнить] часто посещали его друзья-джазмены, демонстрируя в городе своё мастерство.
После смерти музыканта местными властями организован ежегодный популярный джазовый фестиваль его памяти, гостями этого фестиваля были такие известные джазмены, как Дюк Эллингтон, Элла Фицджеральд, Рэй Чарльз, Каунт Бейси, Майлз Дэвис.

### Русские на Ривьере

Императрица Александра Фёдоровна — одна из «пионеров» «русского нашествия»

В России одним из самых престижных считается отдых именно на Лазурном Берегу. Ещё с дореволюционных времён наиболее популярным местом для русских была Ницца, хотя в Западной Европе наиболее престижными считаются Сен-Тропе и Монако. Первопроходцами были торговцы зерном, основавшие маленькую русскую колонию ещё в XVII веке.

#### XIX век
Но настоящее «русское нашествие» на Лазурный Берег началось в 1856 году, после неудачной для России Крымской войны, когда вслед за императрицей Александрой Фёдоровной Лазурный Берег стали посещать богатые аристократы. В 1868 г. в Ницце была построена небольшая православная часовня, при которой знаменитый поэт, князь Петр Андреевич Вяземский основал русскую библиотеку. В 1912 году в Ницце был освящён православный храм в честь святителя Николая Чудотворца (Свято-Николаевский собор).
До Первой мировой войны Лазурный Берег был крупнейшим центром лечения туберкулёза. Здесь лечился цесаревич Николай Александрович (скончался в Ницце в 1865 году). Сюда приезжали больные с расстройствами нервной системы, страдавшие диабетом или ожирением.
Здесь бывали русские писатели и поэты Гоголь, Соллогуб, Тютчев и Лев Толстой. В 1897 году А. П. Чехов в шутку назвал эти места «Русской Ривьерой», встретив по приезде в Ниццу массу знакомых. Он останавливался в отеле «Оазис», прозванным «Русским пансионом». В этом отеле, например, зиму 1875—1876 годов провёл Салтыков-Щедрин.

#### XX век

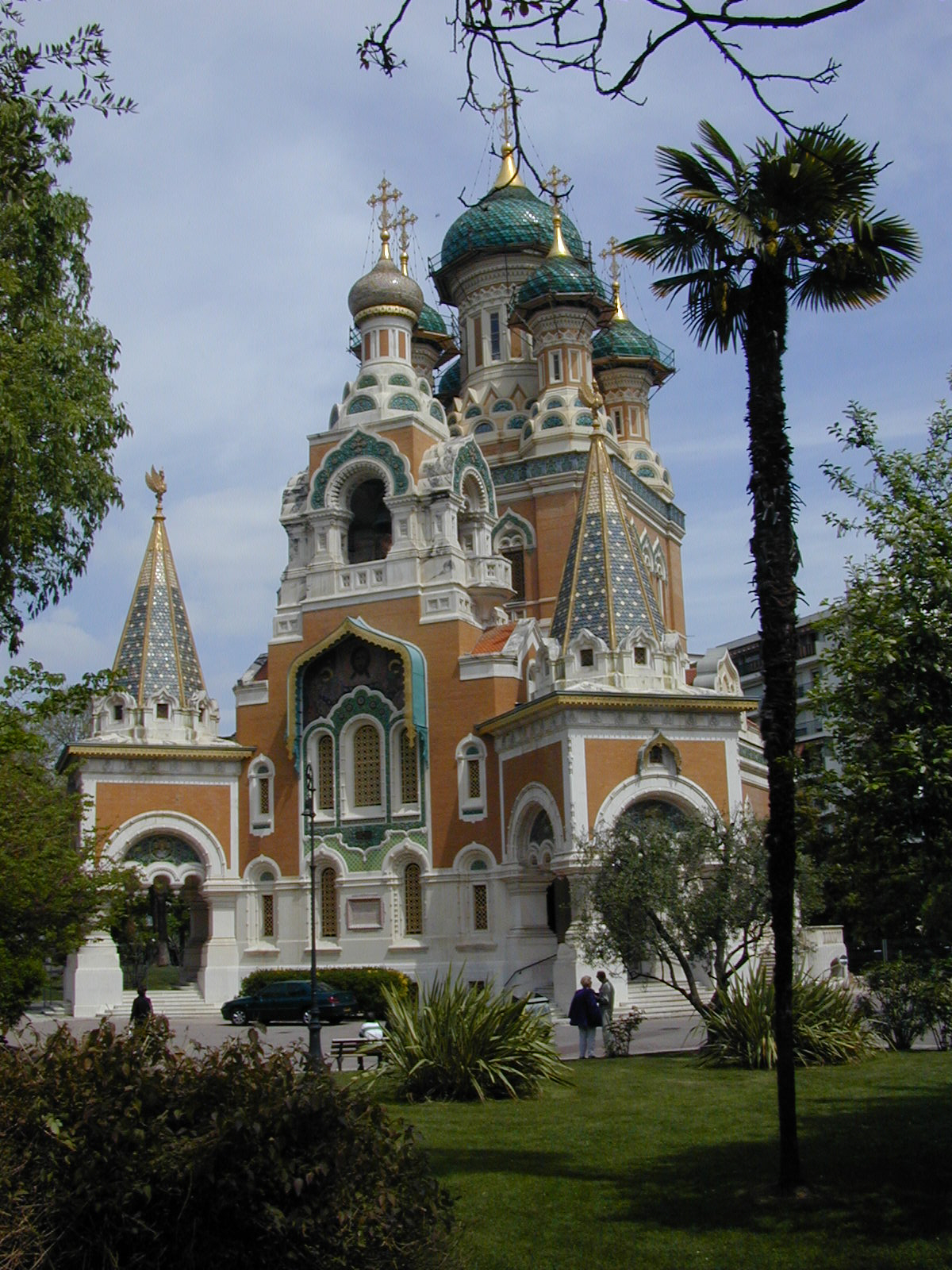
Ницца, Николаевский собор

Освоение нового курорта шло быстрыми темпами, и к началу XX века насчитывалось уже около 600 новых владельцев вилл и особняков родом из России. Известно, что до 1914 года между Санкт-Петербургом и Ниццей курсировал специальный «великокняжеский» железнодорожный состав.
В оперном театре Монте-Карло пел Шаляпин, выступала труппа Сергея Дягилева. Танцевали Павлова и Нижинский. В 1932 году был создан «Русский балет Монте-Карло» с главным хореографом Баланчиным. После его отъезда балетмейстером стал Фокин. В городке Кап-д’Ай жила прима Императорского театра — известная балерина Матильда Кшесинская.
Русская колония увеличилась после Февральской и особенно после Октябрьской революций из-за последовавшей иммиграции. В 1930 году только в Ницце проживало более 5300 русских. На вилле в Грасе жил Бунин, который именно на Лазурном Берегу узнал — по телефону, — что стал лауреатом Нобелевской премии. После начала Второй мировой войны многие русские отсюда переехали в Америку.

#### XXI век
Новое «русское нашествие» началось в конце XX века, после распада СССР и начала рыночных преобразований в России. Многие виллы на мысе Антиб, мысе Кап-Ферра, в Сен-Тропе принадлежат сегодня состоятельным российским гражданам. Например, Роман Абрамович ремонтирует викторианскую виллу Кро, где прежде жили отрекшийся от престола король Эдуард VIII и миллиардер Аристотель Онассис. По сообщениям прессы, самая дорогая вилла в мире — Леопольда — была в 2008 году приобретена за полмиллиарда евро российским бизнесменом Михаилом Прохоровым; правда, закрыта эта сделка так и не была.

## История

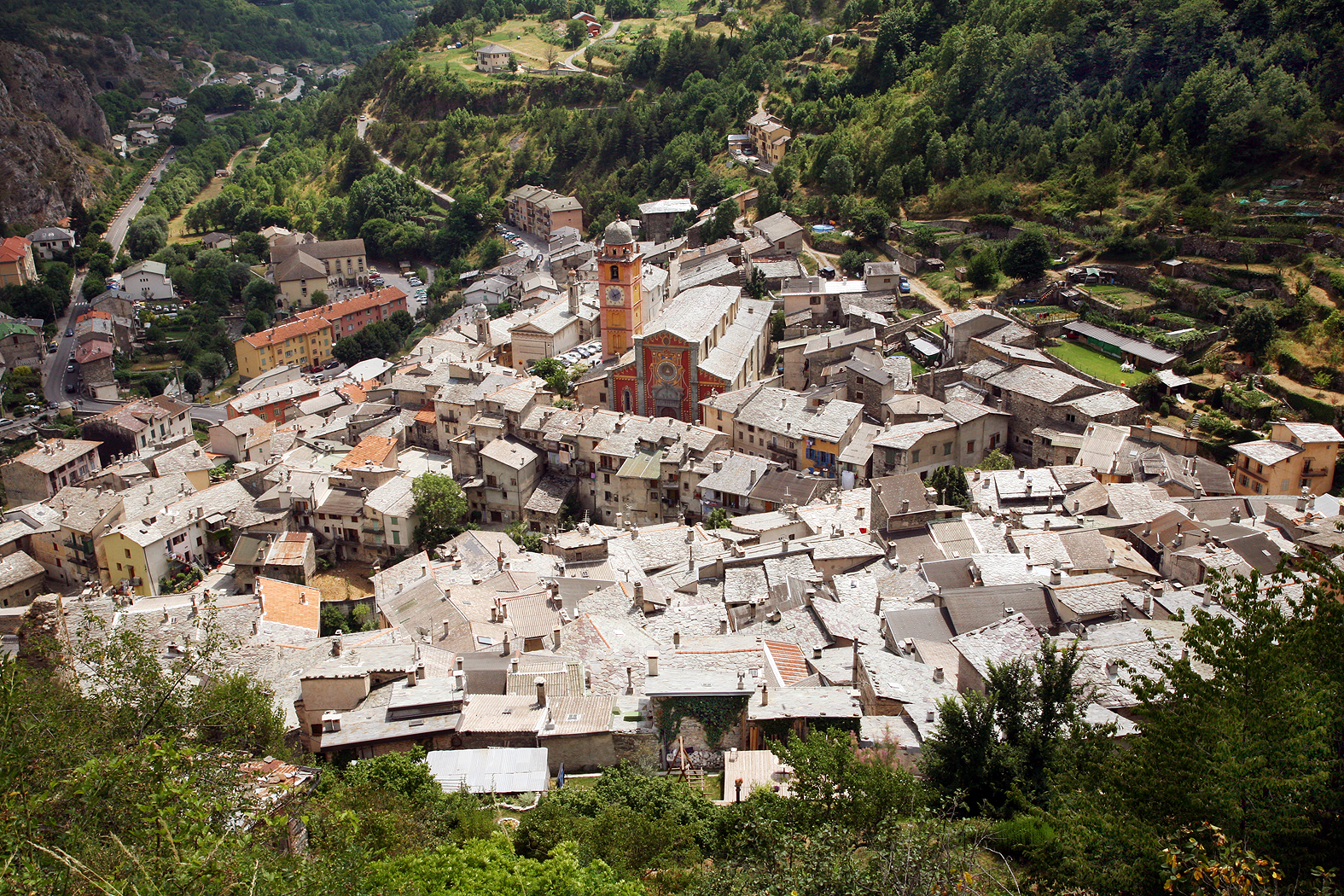
Горный город Тенд

### Доисторические времена
В 1966 году археологи, проводя раскопки на склонах горы Борон, нашли в пещерах Терра-Амата костные останки и фрагменты орудий труда. Исследования показали, что им около 380-450 тысяч лет . Это самое древнее свидетельство человеческой истории на территории Западной Европы. Позже удалось выяснить, что поселения кроманьонцев существовали на месте, где сейчас расположена Ницца, уже 40 тысяч лет назад.

### Лигуры и кельты

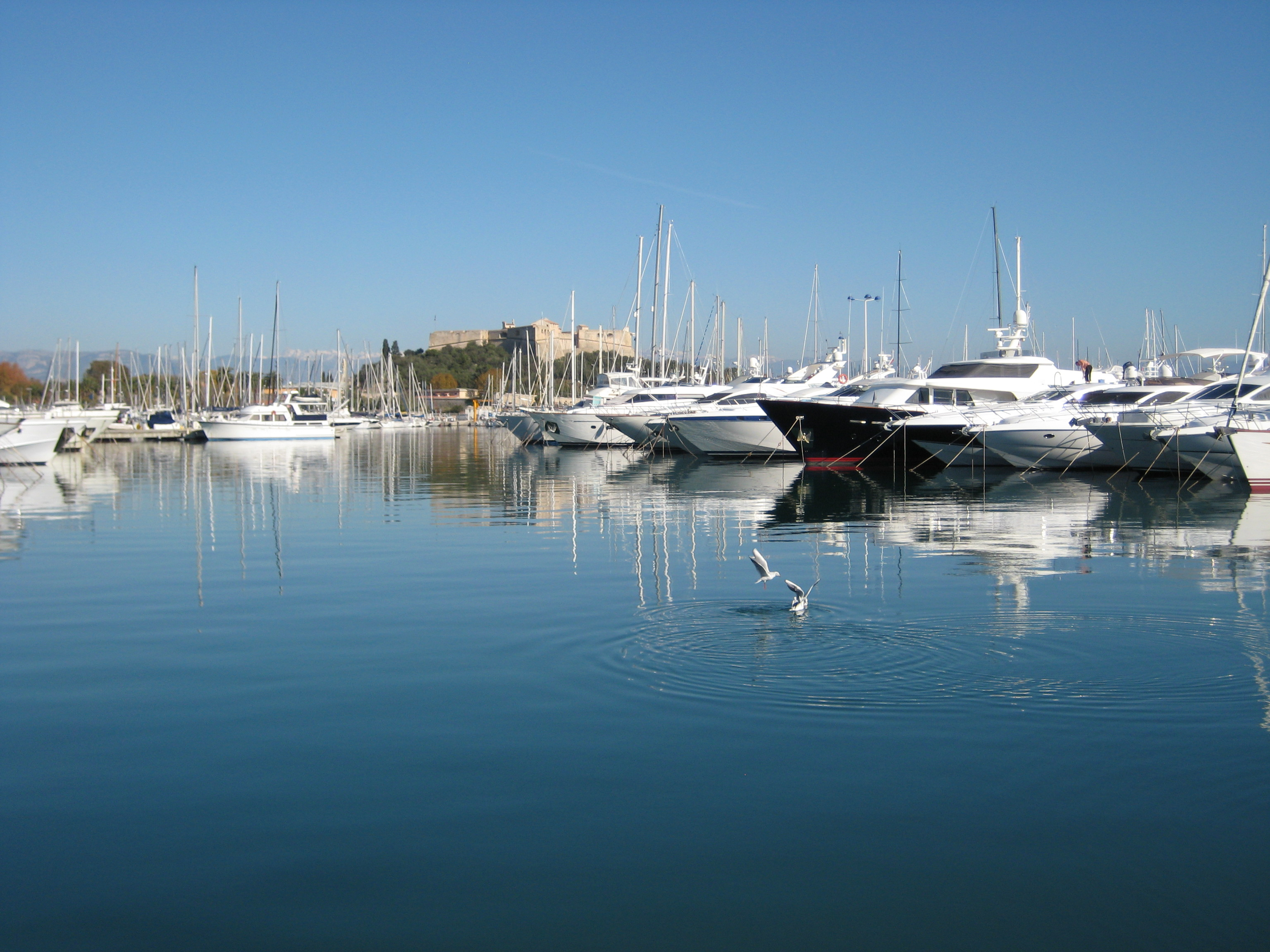
Антиб

В X веке до н. э. в регионе появились лигуры. Немногим позже района нынешних Монако и Ниццы достигли финикийские мореплаватели. В VI веке до н. э. эллины-фокейцы, приплывшие из Малой Азии, заложили торговую факторию Массалию на месте нынешнего Марселя, а двумя столетиями позже — Никею на месте нынешней Ниццы. В V веке до н. э. фокейцы возводят свои фактории на месте нынешних городов Йер, Антиб, Монако и Сан-Тропе. Греки привезли на освоенный ими берег виноградную лозу, оливковые, ореховые, вишнёвые и фиговые деревья.
Примерно в 450 году до н. э. на территорию современной Франции пришли кельтские племена — знаменитые галлы.

### Часть Римской империи
В 123 году до нашей эры Массалия обратилась к Риму с просьбой защитить от набегов кельтских и лигурийских племён. Римляне за пару лет захватили всю южную территорию нынешней Франции, превратив её в одну из своих провинций — Нарбоннскую Галлию. От латинского слова «провинция» позже произошло название одного из самых известных регионов современной Франции — Прованса.
Освоение римлянами территории нынешней южной Франции сопровождалось противостоянием между Юлием Цезарем и Помпеем. В этой борьбе Массалия непредусмотрительно заняла сторону Помпея, в результате чего, в 50-м году до нашей эры Цезарь, разгромив Помпея, обрушил свой гнев на процветающий город, и Массалия была лишена значительной части своих привилегий и владений.
Присутствие римлян благоприятно отразилось на развитии региона в целом; были заложены новые города — Канны, Фрежюс, построены хорошие дороги, которые связали Рим — через Галлию — с Испанией. Дороги оказались спланированы настолько удачно, что поверх античных Виа Аврелия (лат. Via Aurelia) и Виа Юлия Августа (лат. Via Augusta) пролегли современные шоссе.

Леринское аббатство на острове святого Гонората

### Христианство и варварство
Христианство появилось на юге Галлии, по всей видимости, ещё в I веке. Довольно поздняя провансальская традиция свидетельствует о том, что вдоль Лазурного Берега проповедовали апостол от 70-ти Трофим, святая Мария Магдалина и другие жёны-мироносицы. Однако первые документальные и археологические свидетельства о существовании здесь христианских общин относятся ко II веку.
Около 410 года святой Гонорат, будущий епископ Арльский, происходивший из галло-римской аристократии, основал на одном из Леринских островов (остров Сент-Онора напротив Канн) монастырь, который стоит там (претерпев многочисленные восстановления и реконструкции) и поныне. Леринский монастырь стал одним из первых монастырей Галлии, а его основатель почитается одним из отцов западного монашества наряду со святым Мартином Турским.

В VIII веке этот монастырь насчитывал более пятисот монахов. Многие выходцы этого монастыря стали епископами, основателями новых монастырей. 20 из них были канонизированы, в их числе святой Патрик — покровитель Ирландии (по одной из легенд, святой Патрик учился в Леринском монастыре). Этому влиятельному и богатому монастырю принадлежали обширные земельные наделы, в том числе рыбацкая деревня Канны. 

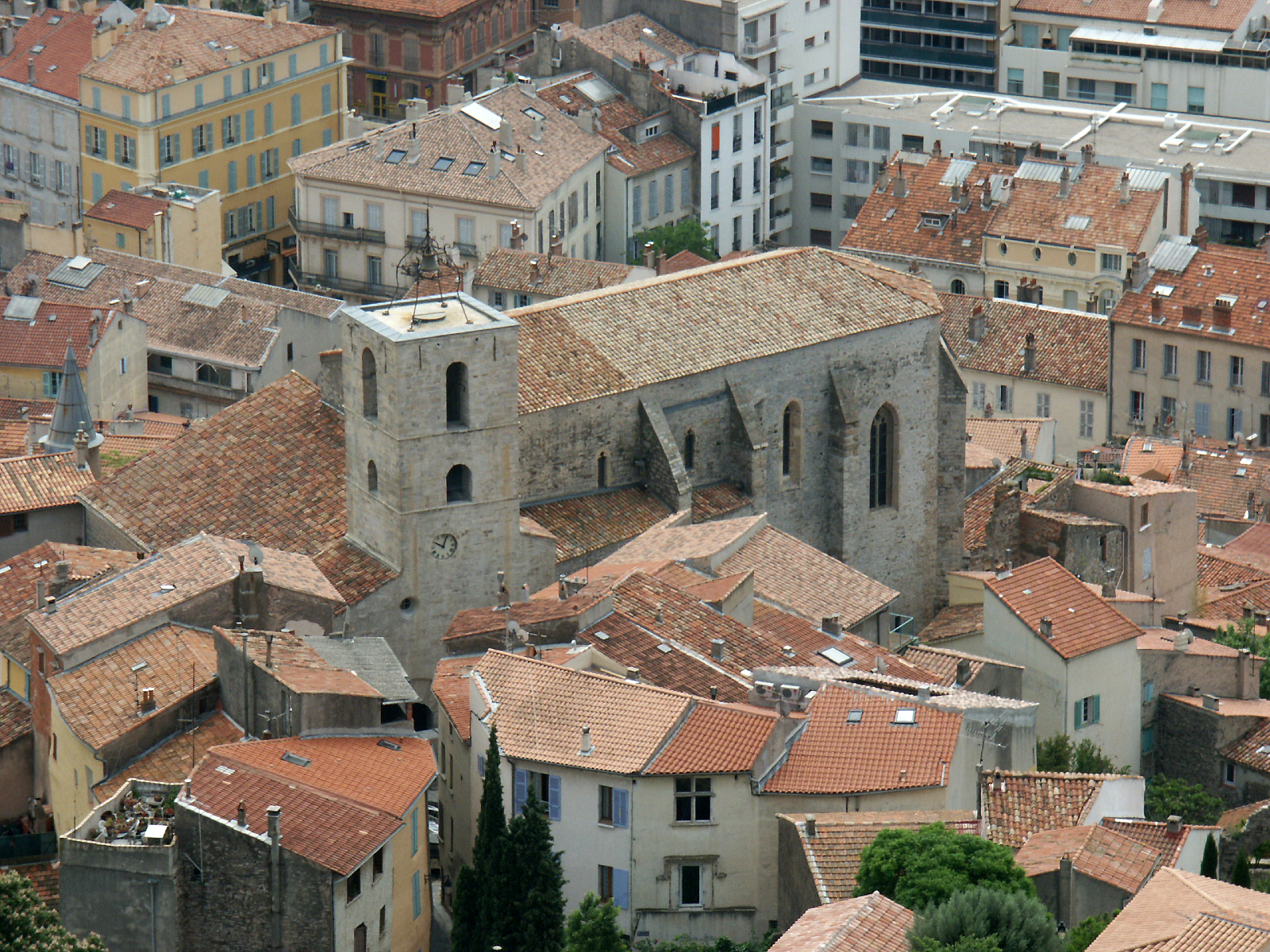
Собор Святого Павла, Йер (Вар)

V век нашей эры ознаменовался крахом Римской империи. Настали смутные времена. Территория нынешнего Лазурного Берега в течение двух веков многократно переходила из рук в руки. Этой землёй попеременно владели разнообразные племена: вандалы, вестготы, бургунды. Это продолжалось, пока в 636-м году регион не попал под власть франков и не стал частью Франкского королевства.
Во времена захвата Иберийского полуострова маврами-мусульманами на Лазурный Берег переселились некоторые его жители-христиане.
В VIII веке постоянные жестокие набеги сарацин вынудили многих местных жителей уйти далеко и высоко в горы, хотя врагам так и не удалось достаточно сильно обосноваться на данной территории. В горных районах были построены хорошо укреплённые города и деревни, так называемые «каменные (или орлиные) гнёзда». Сейчас они — наиважнейшая часть туристической индустрии региона. Многие из них хорошо сохранились, наиболее интересные — Эз-ле-Виллаж, Рокебрюн, Сен-Поль-де-Ванс, Пей, Пейон, Мужен, Гурдон, Саорж, Тенд, Ла-Гард-Френс и Турет-сюр-Лю.

### Династия Гримальди
В конце XIII века Франческо Гримальди захватил Монако, основав собственную династию, которая правит до наших дней. Приняв в 1388 году покровительство Италии, Ницца становится (на протяжении пяти веков) владением савойских графов.

### С XV века под французской короной

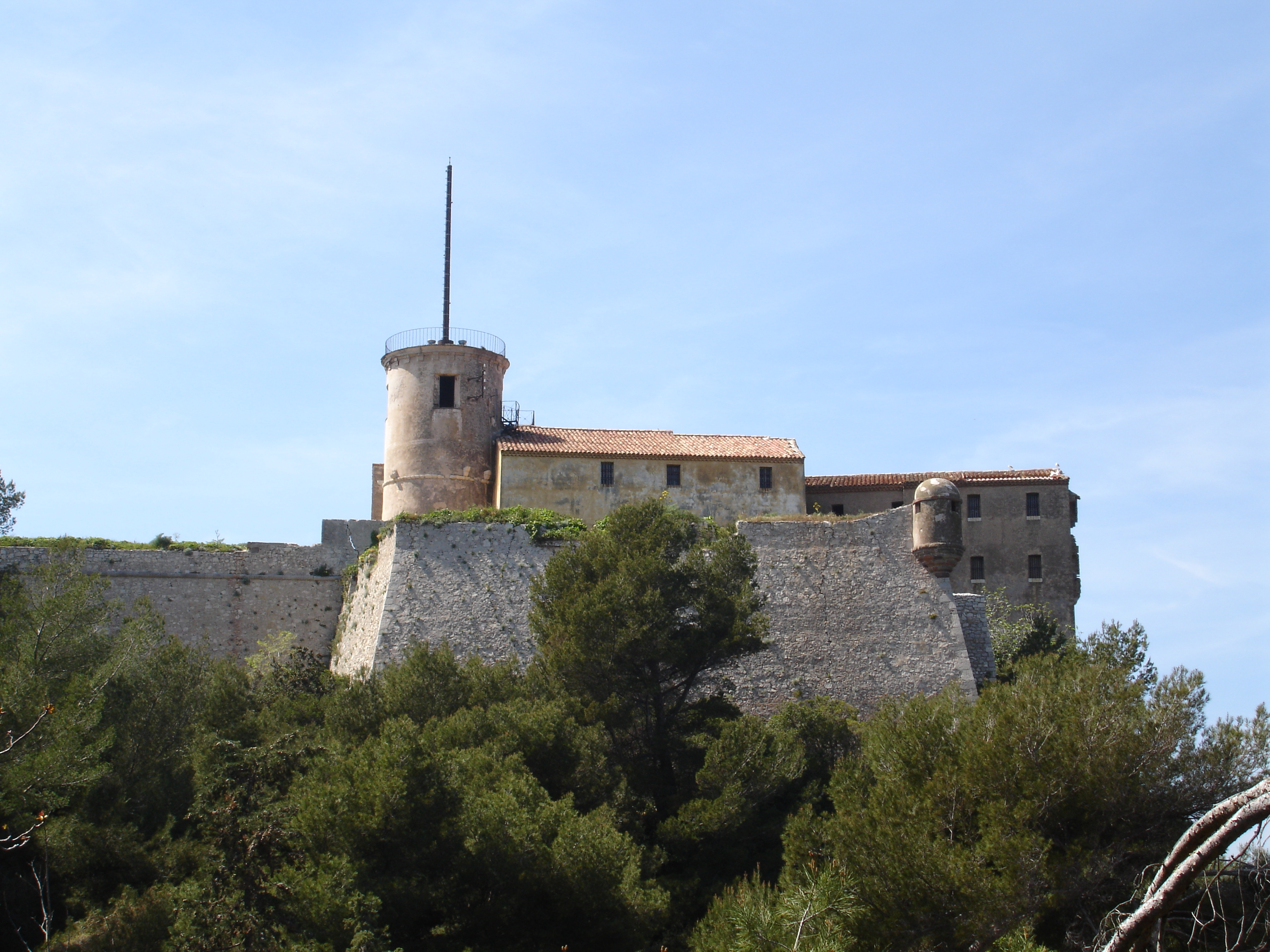
Королевский форт на острове св. Маргариты

В 1481 году Прованс переходит во владение французской короны. В 1515 году французский король Франциск I, посетив Прованс, отдал приказ о строительстве фортификационных сооружений в Сен-Поль-де-Вансе, на островах Иф, Поркероль. Укрепление средиземноморского побережья продолжалось при королях Генрихе IV, Людовике XIII и Людовике XIV. В конце века военный министр Людовика XIV Себастьен Вобан расширил военную гавань Тулона, заново укрепил стратегический форт Карре в Антибе и Королевский форт на острове св. Маргариты.
Во время административной реформы, проведённой в период Великой Французской революции, Прованс был разделён на три департамента — Буш-дю-Рон, Приморские Альпы, Вар, — это административное устройство сохраняется до сих пор.
При императоре Наполеоне III в 1860 году по Туринскому договору к Франции отошла значительная часть побережья — вместе с городами Ницца и Вильфранш-сюр-Мер.

### Начало XIX века, популярность у британских аристократов
В 1834 году английский лорд Генри Брум вынужденно остановился в рыбацкой деревушке Канны. С этого времени побережье становится излюбленным местом зимнего отдыха английской знати. Первоначально меккой британских туристов был город Йер, где творили писатели Роберт Луис Стивенсон и Джозеф Конрад; весной 1892 года в Йере целый месяц отдыхала королева Виктория. Наплыв туристов в Йер вынудил англичан искать менее людных мест отдыха; к концу XIX века были «открыты» и другие прибрежные селения вплоть до Ментоны и Ниццы.

### XIX—XX века, железная дорога, гонки и казино

Монако. Казино Монте-Карло

В 1861 году государство Монако продаёт Франции Рокебрюн и Ментону.
В 1864 году завершено строительство железной дороги, соединяющей Париж с Ниццей.
1929 год — первая гонка в Монако — «Гран-При Монте-Карло».

### Период Второй мировой войны
В 1933 году Ривьера становится прибежищем для немецких писателей-антифашистов и евреев Томаса Манна, Лиона Фейхвангера, которые обосновались в городке Санари-сюр-Мер.
После вторжения во Францию в 1940 году нацистов Лазурный Берег был под властью коллаборационистского правительства Виши, но Муссолини оккупировал часть побережья: в 1940 году Ментону, а в ноябре 1942 года Тулон, Монако и Ниццу. В сентябре 1943 года на смену итальянским войскам пришли немцы. Высадившиеся 15 августа 1944 года союзнические войска освободили регион от фашистов.

### Послевоенное время
После войны, когда в Европе вошли в правило оплачиваемые отпуска, Лазурный Берег становится местом массового туризма.
- 1946 год — в Каннах прошёл первый международный кинофестиваль.
- 1949 год — на престол Монако взошёл князь Ренье III.
- 1956 год — Ренье III женился на голливудской кинозвезде Грейс Келли.
- 1972 год — образуется единый планово-экономический район Прованс-Альпы-Лазурный Берег.
- 1980 год — сдана в эксплуатацию скоростная автомагистраль A8, соединившая Марсель и Ментону.
- 1981 год — в Монако проходит яхт-шоу, рассчитанное не только на профессионалов, но и на светскую публику.
- 1982 год — в автомобильной катастрофе погибает жена Ренье III Грейс Келли.
- 2005 год — умер князь Монако Ренье III. На престол взошёл его сын Альберт II.

## Кухня

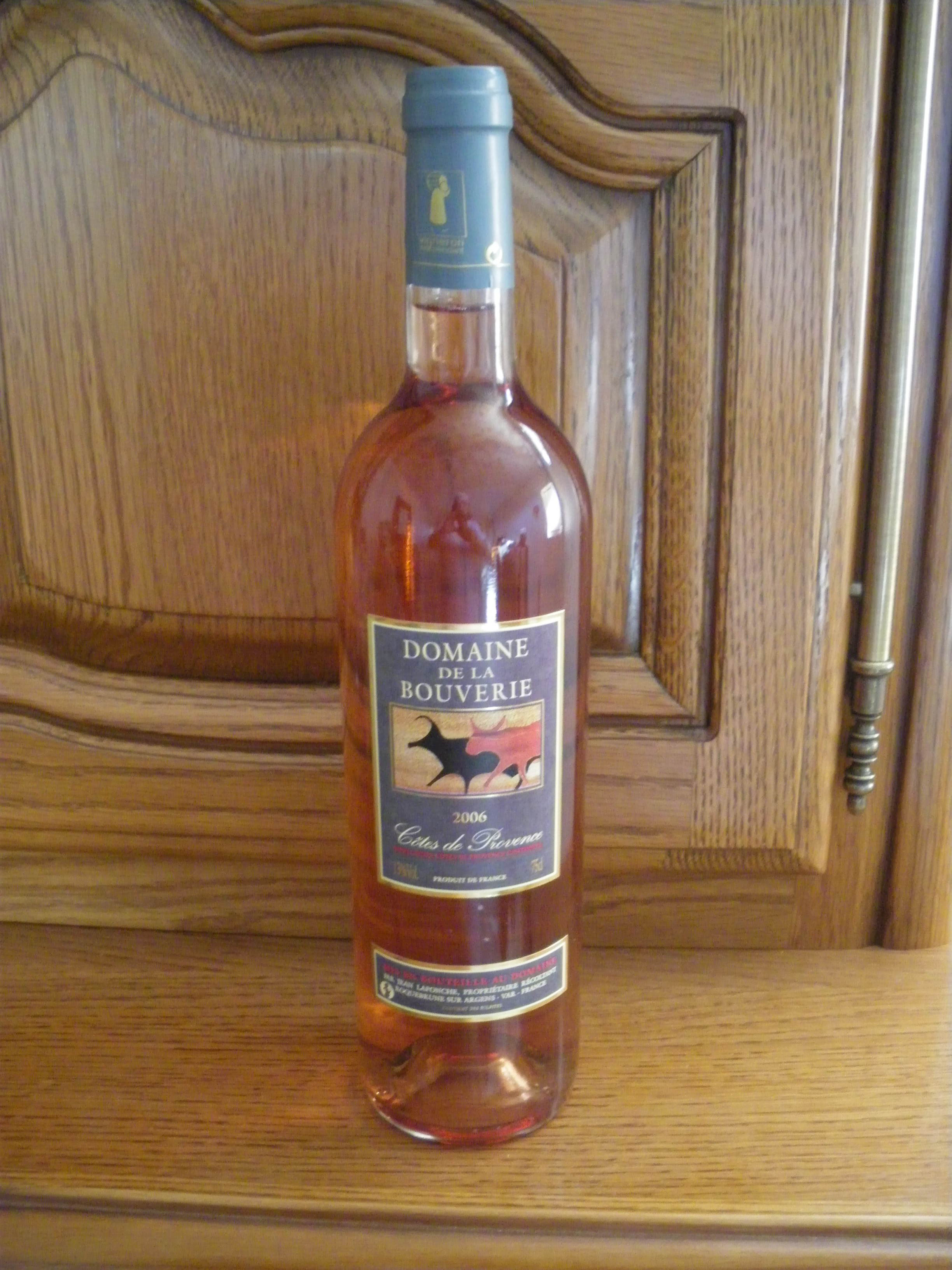
Розовое вино, производимое в департаменте Вар

Лазурный Берег также знаменит кухней Прованса. Из популярных местных блюд следует отметить:
- Салат нисуаз (фр. salade niçoise) — назван именем Ниццы. Зелёная фасоль, анчоусы, помидоры, яйца, маслины.
- Месклан (фр. mesclun) — салат из листьев одуванчиков, цикория и других трав средиземноморского побережья.
- Буйабес (фр. bouillabaisse) — знаменитый густой рыбный суп, в котором используется несколько сортов рыбы: морской скорпион, кефаль, султанка, морской чёрт, тригла, угорь. Иногда добавляют крабов, красных улиток, лангустов. Подают с крутонами, тёртым сыром и соусом типа майонеза «руй» (фр. rouille).
- Куржет флёр (фр. courgettes fleurs) — омлет с цветами цуккини.
- Рататуй (фр. ratatouille) — овощное рагу из красного перца, баклажанов, помидоров, цуккини, лука, тушёное на оливковом масле с чесноком.
- Пье-э-паке (фр. pieds et paquets) — фаршированная нога ягнёнка и фаршированный овечий желудок в белом вине.
- Бёф-ан-доб (фр. bœuf en daube) — говядина, тушёная в красном вине с травами и чесноком в специальной посуде на медленном огне.
- Тапёнада (фр. la tapenade) — густая паста из оливок, каперсов и анчоусов. Намазывавают на тосты и подают на аперитив или к супу.
- Айоли (фр. aïoli) — чесночный соус.
- Писту (фр. pistou) — густой соус из белой и красной фасоли, базилика, чеснока и оливкового масла.

Виноград в этот регион завезён давно, Лазурный Берег известен многими видами вин. Наиболее известны:
- Châteauneuf du Pape — тёмно-красное вино.
- Beaumes de Venice — густое десертное вино.
- Cassis и  Bellet — белые вина.
- Côtes de Provence и Les Baux de Provence — розовые вина.

Также известны кир — белое вино с соком чёрной смородины, употребляемый в основном как аперитив, и анисовая настойка пастис.

## Развлечения и отдых
Пляжи Лазурного Берега занимают примерно треть всего побережья. От Ментоны до Антиба — «итальянские» галечные пляжи, от Антиба на запад — «французские» песчаные. В западной части Лазурного Берега встречаются также скалистые бухты, которые в районе Кассиса напоминают норвежские фьорды и называются на местном наречии каланками. Также привлекательным местом для туристов являются расположенные около Лазурного Берега острова: от острова Святой Маргариты, где находился в заключении таинственный узник Железная маска, заканчивая деревушкой Порт-Гримо.

Во Франции все пляжи общедоступные согласно закону о принадлежности морского берега государству, но на Лазурном Берегу есть и платные пляжи, принадлежащие либо отелям, либо клубам, и оборудованные инфраструктурой: лежаки, зонтики от солнца, душ, туалеты, кафе, бары, наличие водных развлечений — скутеры, лодки, водные лыжи. Некоторые оборудованы камерами хранения и кабинками для переодевания. В любой платной зоне есть бесплатный участок. 

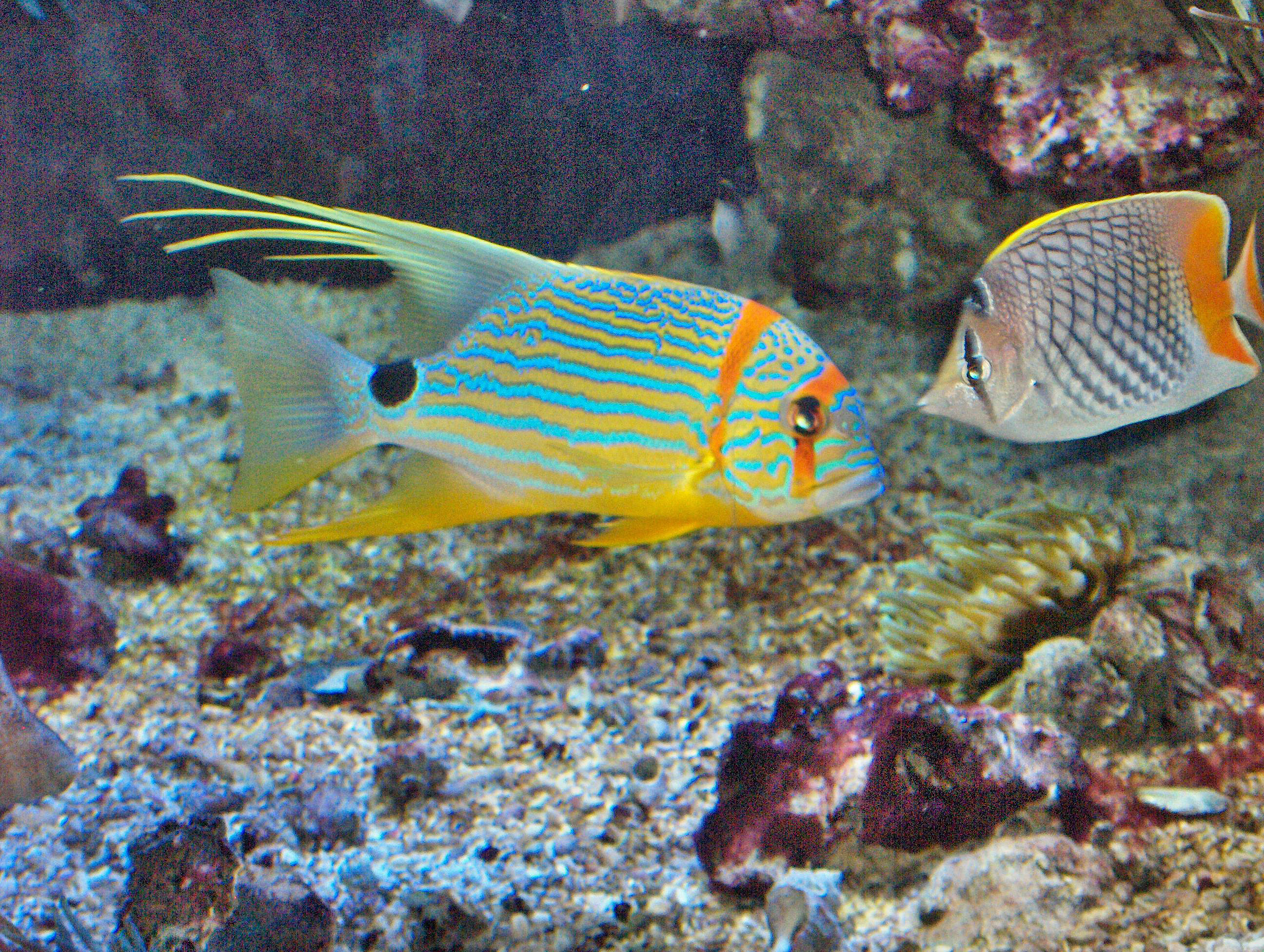
Океанографический музей Монако

Каннские пляжи обустроены привозным песком, поэтому строго платные, имеется лишь небольшой общедоступный пляж — недалеко от Дворца фестивалей.

### Развлечения
Практически в каждом городе Лазурного Берега есть своё казино, самое известное находится в Монте-Карло (Монако). Также распространены рестораны и ночные клубы (знаменитые «Джиммис» в Монако и Каннах и «Королевская пещера» в Сен-Тропе).
Рядом с городком Биот находится большой парк развлечений, в который входят:
- «Маринеленд» (фр. Marineland) — самый большой морской зоопарк в Европе. Шоу с участием дельфинов, тюленей, морских львов, рыб-меченосцев и акул.
- «Джунгли бабочек» (фр. Jungle aux Papillions) — тропические бабочки порхают под крышей огромной оранжереи, где есть муравейники и настоящие пауки-птицееды.
- Луна-парк (фр. Antibes Land) — парк аттракционов.
- Аквапарк (фр. Aquasplash) — парк с водными аттракционами.
- Маленькая провансальская ферма (фр. La Petite Ferme Provencale) — на территории в один гектар работает кукольный театр.

Рядом с городом Кань-сюр-Мер расположен ипподром, известный ночными скачками.

### Праздники и фестивали
Праздники и фестивали, известные далеко за пределами Франции, проходят на протяжении всего года. Также проводятся крупные спортивные и культурные мероприятия.
Январь
- Праздник Сен-Девот в Монако (25.01).
- Ралли Монте-Карло (27.01) (последние выходные января).
- Праздник мимозы в Мандельё.

Февраль
- Карнавал в Ницце.
- Праздник лимонов в Ментоне[23].
- Праздник мимозы в Каннах.

Март
- Велогонка «Париж-Ницца»

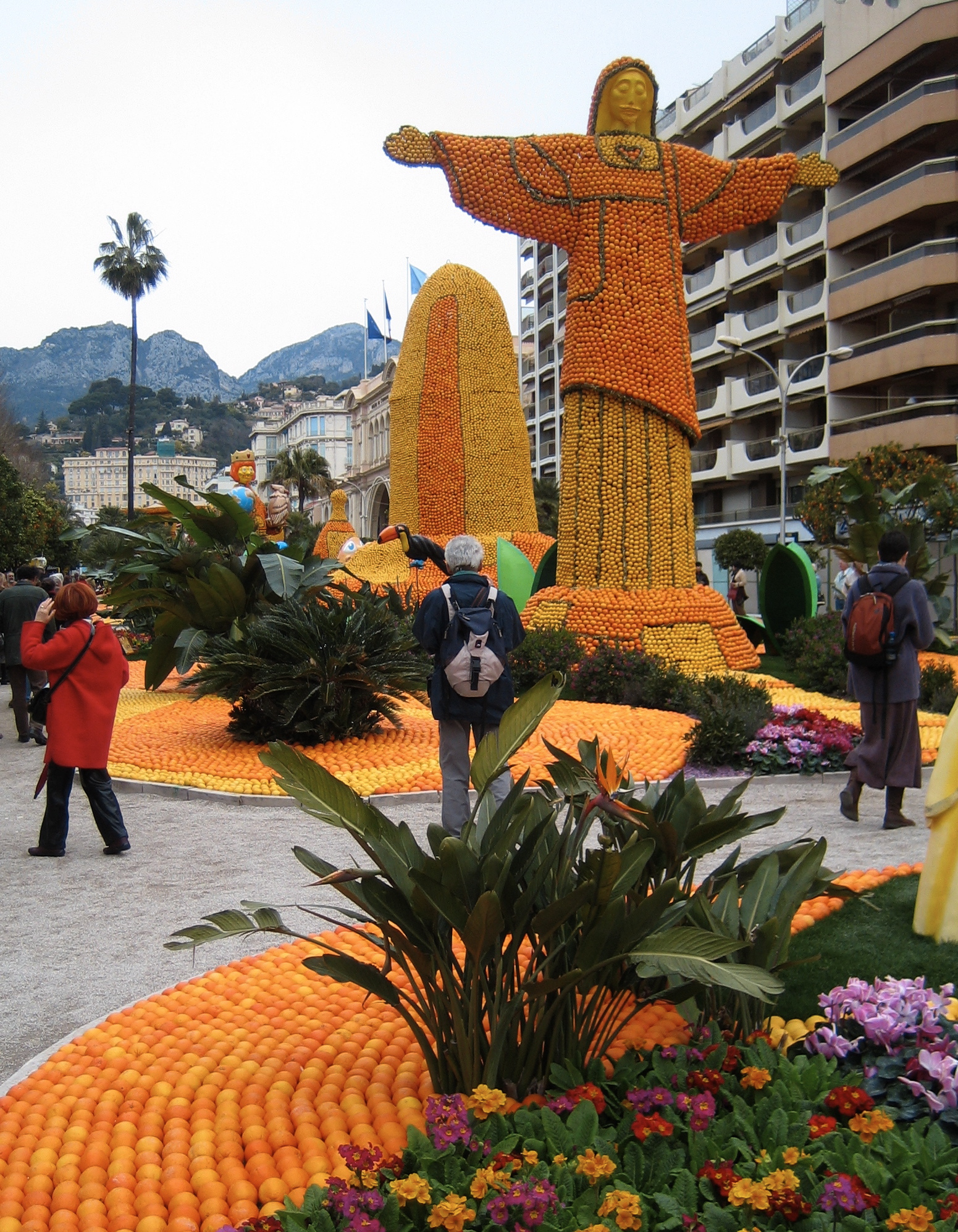
Праздник цитрусовых в Ментоне

- Ярмарка антиквариата в Жуан-ле-Пене.

Апрель
- Шествие в Страстную Пятницу в Рокебрюне.
- Ярмарка антиквариата в Каннах.
- Теннисные турниры в Ницце и Монако.

Май
- Международный кинофестиваль в Каннах.
- Выставка роз в Грасе.
- Первая бравада в Сен-Тропе (16 — 18.05).
- Яхтенные гонки в Сен-Тропе.
- Автогонка Гран-при Монако Формулы-1 (последнее воскресенье мая).

Июнь
- Вторая бравада в Сен-Тропе (15.06).
- Турнир по гольфу в клубе «Монт-Ажель».

Июль
- Фестиваль джаза в Раматюэле.
- Музыкальные фестивали в Грасе.
- Фестиваль джаза в Жуан-ле-Пене.
- Праздник св. Анны в Сен-Тропе.
- Концерты в стенах замка и международный фестиваль фейерверков в Монако.

Август

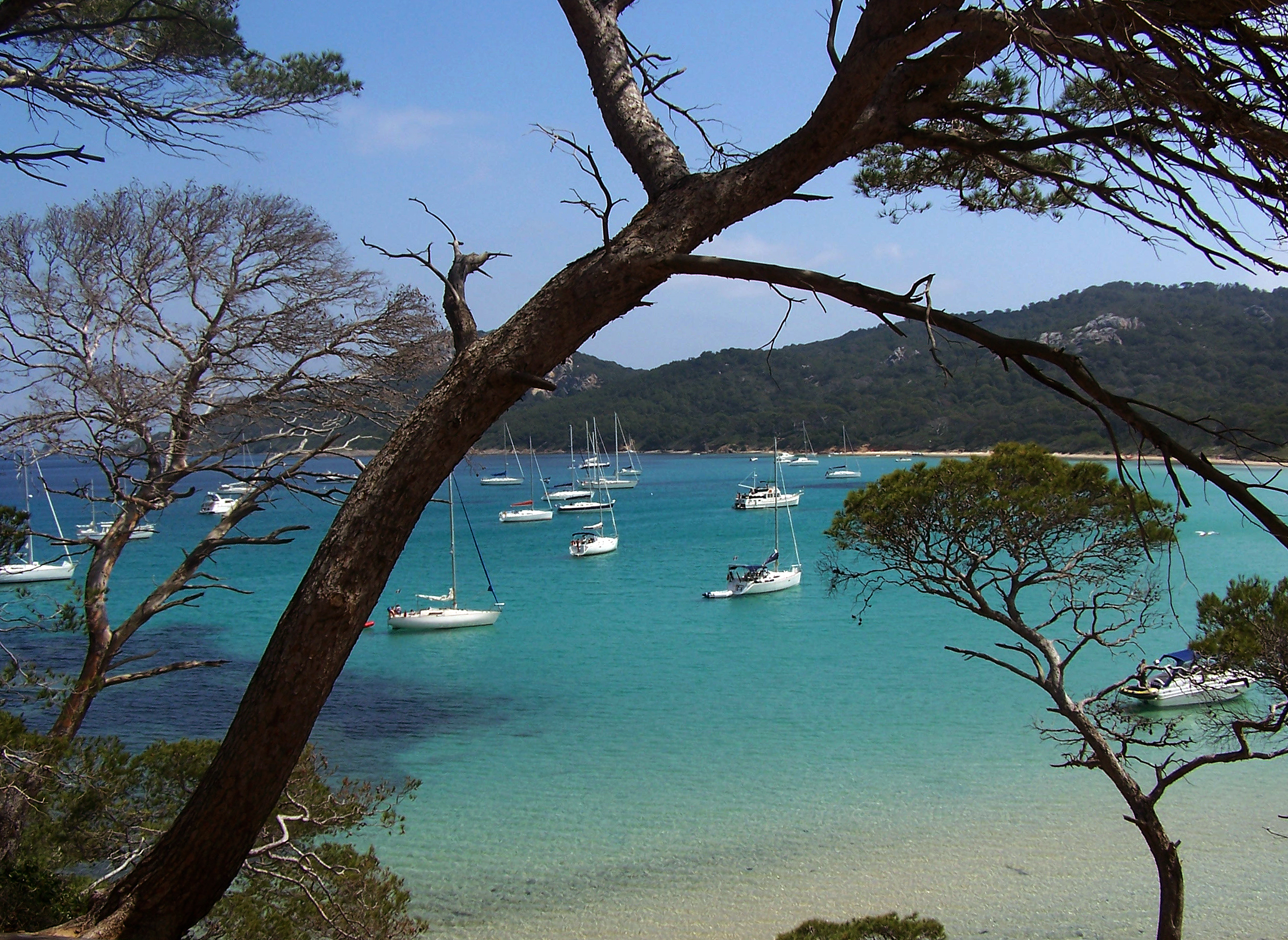
Яхты у берегов Поркероля

- Шествие с инсценировкой Страстей Господних в Рокебрюне (05.08).
- Фестиваль камерной музыки в Ментоне.
- Театральный фестиваль в Раматюэле, посвящённый памяти Жерара Филипа.
- Праздник жасмина в Грасе.
- Фестиваль фейерверков в Каннах.
- Суперкубок УЕФА в Монако.

Сентябрь
- Парусная регата в Сен-Тропе.
- Фестиваль старых автомобилей в Каннах.

Октябрь
- Авторалли в Антибе.
- Ярмарка в Монако.

Ноябрь
- Турнир по гольфу и ярмарка «Море-горы-досуг» в Ницце.
- Праздник монегасков в Монако (19.11).

Декабрь
- Фестиваль цирков в Монако.
- Турнир по гольфу в Ницце.

## Транспорт

Карта Лазурного берега

Самолётом туристы попадают на Ривьеру через аэропорт «Ницца — Лазурный Берег» (фр.  Nice — Côte d'Azur). Посредством воздушных перелётов из аэропорта Ниццы можно добраться в Марсель и Монако. В Монако летает вертолёт с интервалом в 20 минут.
Железнодорожные вокзалы есть в большинстве городов и даже в некоторых горных деревнях. Поезда TGV (фр. Train a Grande Vitesse) связывают Ривьеру с крупнейшими городами Франции и Европы. На побережье они останавливаются на вокзалах Ментоны, Ниццы, Антиба, Канн, Сен-Рафаэля, Тулона и Марселя. Поезда Corail — скоростные, с вагонами 1 и 2 класса — имеют кондиционер, а также вагон для перевозки велосипедов. Этот вид транспорта останавливается практически на тех же станциях, что и TGV. Поезда TER (фр. Train Express Regional) похожи на электрички. Это основной железнодорожный транспорт на Лазурном берегу, с его помощью можно быстро доехать до любого маленького населённого пункта. Ходят они в сезон с интервалом в 15-20 минут.
Автобусами на Ривьере можно добраться туда, куда не ходят местные электрички, однако из-за пробок этот вид транспорта менее популярен. Автобусы более дёшевы. Например, стоимость проезда на электричке из Ниццы до Граса — более 30 евро, а автобус обойдётся всего в 1,5 евро. Все автобусы оборудованы кондиционерами и мягкими велюровыми сидениями.

## Документальные фильмы
- 2014 - Лазурный берег - жемчужина Франции / Côte d'Azur, la belle française (реж. Эрик Бако / Éric Bacos)